# Pirassouppi
Le  Pirassouppi est un animal imaginaire aquatique, décrit à la fin du XVIe siècle par le cosmographe André Thevet comme une « sorte de licorne à deux cornes ». Il situe son habitat au Brésil, mais Ambroise Paré fait erreur dans sa reprise du texte de Thevet, en le situant en Arabie, sous le nom de Pirassoipi.

## Description de Thevet
« En la province qui est le long de la rivière de Plate se trouve une bête que les sauvages appellent Pirassouppi, grande comme un mulet, et sa tête quasi semblable, velue en forme d’un ours, un peu plus colorée, tirant sur le fauve et ayant les pieds fendus comme un cerf. Ce Pirassouppi a deux cornes fort longues, sans ramures, fort élevées et qui approchent de ces licornes tant estimées. »

— André Thevet, La Cosmographie universelle.